# Rosemarie Bergmans
Rosemarie Bergmans (Ayeneux, 31 maart 1944) is een Belgische actrice.
Haar bekendste rol is die van Rosita de Bobadila in de Belgische jeugdserie Johan en de Alverman (1965), waar ze haar inmiddels ex-man Frank Aendenboom leerde kennen, die in de serie Johan speelde en zijn personage was ook verliefd op haar. Ook in een andere BRT-jeugdserie, Circus Rondau (1977), had ze een belangrijke rol, als circusdirectrice Silvia Rondau. Ze speelde de hoofdrol in de Vlaamse film De potloodmoorden (1982).
Verder had Bergmans de rol van Cecile in de film Pauline & Paulette, speelde ze gastrollen in Heterdaad, Terug naar Oosterdonk, Deman, De Kotmadam (Madam Renard), F.C. De Kampioenen (Nicole) en Wittekerke (Angèle Cools-Robrechts). In Ons geluk speelde ze Adèle Witten-D'Hert.
In het Canvasprogramma Kinderen van de Collaboratie, dat uitgezonden werd in het najaar van 2017, getuigde Bergmans over haar vader Jan Bergmans. Hij was tijdens de Tweede Wereldoorlog aan het Oostfront tewerkgesteld als onderhoudsmecanicien. Jan Bergmans werd in 1944 ter dood veroordeeld voor collaboratie en werd in februari 1945 terechtgesteld.
- Library of Congress Control Number: no2018120695
- Virtual International Authority File: 2042153716401158820005
- WorldCat: E39PBJgH8VXQ7XXWjjVqY8WRrq